# Henrik Sjöberg
För den svenske författaren, se Henrik Sjöberg (författare)
Kristian Henrik Rudolf Sjöberg, född den 20 januari 1875 i Uppsala, död den 1 augusti 1905 i Marienlyst i Helsingör, var en svensk läkare och idrottsman som deltog i OS i Aten 1896. 

## Liv och studier
Sjöberg var son till skorstensfejarmästaren Carl Rudolf Sjöberg och Selma Maria Kolthoff. Han växte upp på Tjärhovsgatan i Stockholm och gick i läroverket på Södra Latin innan han 1893 inskrevs vid Uppsala universitet för att studera medicin. I Uppsala avlade han medicine kandidatexamen 1899 och inskrevs därefter år 1900 vid Lunds universitet. Vid tiden för sin död var han marinläkarstipendiat i Karlskrona och arbetade på en medicine licentiatexamen. Han hade då också verkat som tillförordnad provinsialläkare på olika platser i landet.
Sjöberg omkom i en badolycka under en sommarvistelse i Helsingör. I samtida pressnotiser antogs att orsaken till dödsfallet var "hjärtslag". Enligt vissa uppgifter skulle olyckan ha inträffat på hans förlovningsdag. Han begravdes på Norra begravningsplatsen utanför Stockholm.

## Idrottsprestationer
År 1890 var Henrik Sjöbergs bror Sixtus Sjöberg med och grundade Stockholms Amatörförening, en förening som senare utvecklades till en av de ledande idrottsföreningarna i Stockholm under sin tid. Föreningen spelade en viktig roll i den tidiga svenska idrottsrörelsen. Också brodern Henrik tävlade från 1892 för klubben. Han verkade inom en mängd grenar, bland annat höjd- och längdhopp, gång, cykling och brottning. Vid en stor skandinavisk "idrottsfest" i Stockholm 1893 blev han segrare i femkamp. 
Henrik Sjöberg innehade enligt vissa källor under sex år inofficiellt svenskt rekord i längdhopp (6,09 m), satt 1892. Andra källor anger Harald Andersson-Arbin som första inofficiella rekordhållare med resultatet 6,03 från SM 1896. 
Sjöberg blev svensk mästare i spjutkastning 1898 (60,94 meter).

### Medverkan vid OS i Athen 1896
Vid de första moderna Olympiska spelen i Aten 1896 medverkade Sjöberg som ende svensk. Någon nationell olympisk kommitté fanns då ännu inte i Sverige men Stockholms Amatörförening bidrog med 300 kronor till Sjöbergs resa, vilket var hälften av totalkostnaden. Återstoden stod han för själv. Han skrev även reportage från spelen till Nya Dagligt Allehanda.
I OS deltog han i följande 5 grenar:
- Löpning 100 m - Utslagen i försöken på tiden 12,5.
- Diskus 7:a (resultat ej känt).
- Längdhopp 6:a 5,80.
- Höjdhopp 4:a 1,60. (personligt rekord 1,78)
- Gymnastik hopp över häst (oplacerad)